# Mirabeau B. Lamar
Mirabeau Buonaparte Lamar (født 16. august 1798 nær Louisville i Jefferson County i Georgia, USA død 19. december 1859) var Republikken Texas anden valgte præsident fra 10. december 1838 til 13. december 1841.
Han flyttede til Texas i 1835. Efter at have hørt om massakren i Slaget ved Alamo gik han ind som menig i Texas revolutionshær i kavaleriet under general Sam Houston. I slaget ved San Jacinto udførte Lamar en heltedåd da han reddede to omringede texanere. Han blev forfremmet til oberst og leder for kavaleriet i slagets følgende dag. 
Han er kendt som «Uddannelsens far i Texas» («Father of Education in Texas») og mange byer i Texas har skoler, som er opkaldt efter ham. Amtet Lamar County i Texas er også opkaldt efter ham.